# Epístolas de Sabiduría
Las Epístolas de Sabiduría o Rasa'il al-hikma (árabe: رسَائل الحكمة) es un corpus de textos sagrados y cartas pastorales de los drusos, un grupo etnorreligioso que se originó dentro de una rama del ismailismo chiita, pero que luego se diferenció definitivamente de la misma. La fe drusa cuenta en la actualidad con un millón de seguidores principalmente en Líbano, Siria e Israel.

## El Canon Druso
El primer Canon Druso incluye la Biblia, el Corán y trabajos filosóficos de Sócrates y Platón, entre otras obras filosóficas y religiosas. Los drusos dicen que es necesario entenderlos pero que sus al-ʻUqqāl (عقال), («los iniciados en la sabiduría») tienen acceso a las escrituras propias, que sobrepasan a aquellas. Las Epístolas de Sabiduría forman parte del Libro de Sabiduría, que incluye otras partes de orígenes diferentes incluyendo libros perdidos como al-Munfarid bi-Dhatihi y otros diferentes tratados didácticos y polémicos.